# Tjeknalisjaure
Tjeknalisjaure är en sjö i Jokkmokks kommun i Lappland och ingår i Luleälvens huvudavrinningsområde. Sjön har en area på 0,0552 kvadratkilometer och ligger 321,8 meter över havet.

## Delavrinningsområde
Tjeknalisjaure ingår i det delavrinningsområde (739326-171264) som SMHI kallar för Mynnar i Kistabäcken. Medelhöjden är 305 meter över havet och ytan är 9,28 kvadratkilometer. Det finns inga avrinningsområden uppströms utan avrinningsområdet är högsta punkten. Kistabäcken som avvattnar avrinningsområdet har biflödesordning 3, vilket innebär att vattnet flödar genom totalt 3 vattendrag innan det når havet efter 149 kilometer. Avrinningsområdet består mestadels av skog (91 procent). Avrinningsområdet har 0,34 kvadratkilometer vattenytor vilket ger det en sjöprocent på 3,6 procent.